# Juan Carlos Prieto
Juan Carlos Prieto Cárdenas (Jaén, 20 settembre 1971) è un ex atleta paralimpico spagnolo ipovedente.

## Biografia
Fratello minore di Juan Antonio Prieto, anch'egli è nato con la malattia di Stargardt che si manifesta nell'adolescenza e causa una progressiva degenerazione della macula.  Per questi problemi, i due fratelli si sono trasferiti a Siviglia, per studiare al Centro Risorse Educative Luis Braille. Qui le capacità atletiche di entrambi sono state coltivate fino al raggiungimento della nazionale, sotto la guida dell'allenatore Eleuterio Antón Palacios.
Juan Carlos ha dimostrato le sue qualità partecipando ai tornei scolastici tra disabili visivi, quindi agli Europei IBSA del 1991. Alle Paralimpiadi di Barcellona, nel 1992, è stato inserito in quattro gare, delle quali, una si è conclusa con la medaglia d'argento (salto in alto B2).
Apprezzato dai suoi allenatori per la duttilità che gli ha permesso di gareggiare in varie discipline atletiche, Prieto ha tuttavia deciso, dopo l'esperienza paralimpica, di dedicarsi al futsal (nella versione per ipovedenti B2-B3). Ha così trascorso 22 anni come giocatore nel Granada.

## Palmarès
| Anno | Manifestazione     | Sede       | Evento           | Risultato | Prestazione | Note |
| ---- | ------------------ | ---------- | ---------------- | --------- | ----------- | ---- |
| 1992 | Giochi paralimpici | Barcellona | 800 m piani B2   | 5º        | 2'03"93     |      |
| 1992 | Giochi paralimpici | Barcellona | 1500 m piani B2  | 6º        | 4'24"36     |      |
| 1992 | Giochi paralimpici | Barcellona | Salto in alto B2 | Argento   | 1,60 m      |      |